# Buellia epipolia
Buellia epipolia är en lavart som först beskrevs av Erik Acharius, och fick sitt nu gällande namn av Mong. Buellia epipolia ingår i släktet Buellia och familjen Physciaceae.   Inga underarter finns listade i Catalogue of Life.